# (20135) Juels
(20135) Juels  es un asteroide perteneciente al cinturón de asteroides, descubierto el 7 de mayo de 1996 por Paul G. Comba desde el Observatorio de Prescott, en Arizona, Estados Unidos.

## Designación y nombre
Juels se designó inicialmente como 1996 JC.
Más adelante fue nombrado en honor al psiquiatra y astrónomo aficionado  Charles W. Juels (1944-2009).

## Características orbitales
Juels orbita a una distancia media del Sol de 3,0808 ua, pudiendo acercarse hasta 2,6303 ua y alejarse hasta 3,5313 ua. Tiene una excentricidad de 0,1462 y una inclinación orbital de 0,8955° grados. Emplea en completar una órbita alrededor del Sol 1975 días.

## Características físicas
Su magnitud absoluta es 14,2.